# Hoockla-Heen dans l'univers des songes
Hoockla-Heen dans l'univers des songes (titre original : The Fuzziness of Hookla-Heen) est une nouvelle américaine de l'écrivain Jack London publiée aux États-Unis en 1902. En France, elle a paru pour la première fois en 1975.

## Historique
La nouvelle est publiée dans le journal Youth's Companion en juillet 1902, et n'a été reprise dans un recueil qu'en 1960 avec le volume Jack London Stories.

## Éditions

### Éditions en anglais
- The Fuzziness of Hookla-Heen, dans le journal Youth's Companion, juillet 1902.

### Traductions en français
- Hoockla-Heen dans l'univers des songes, traduction de Jacques Parsons, in Souvenirs et aventures du pays de l’or, recueil, 10/18, 1975.
- L'Imaginaire de Hoockla-Heen, traduction de Jacques Parsons, in Le Cornet à dés du diable, recueil, Libretto, 2014.